# Masturbación en grupo

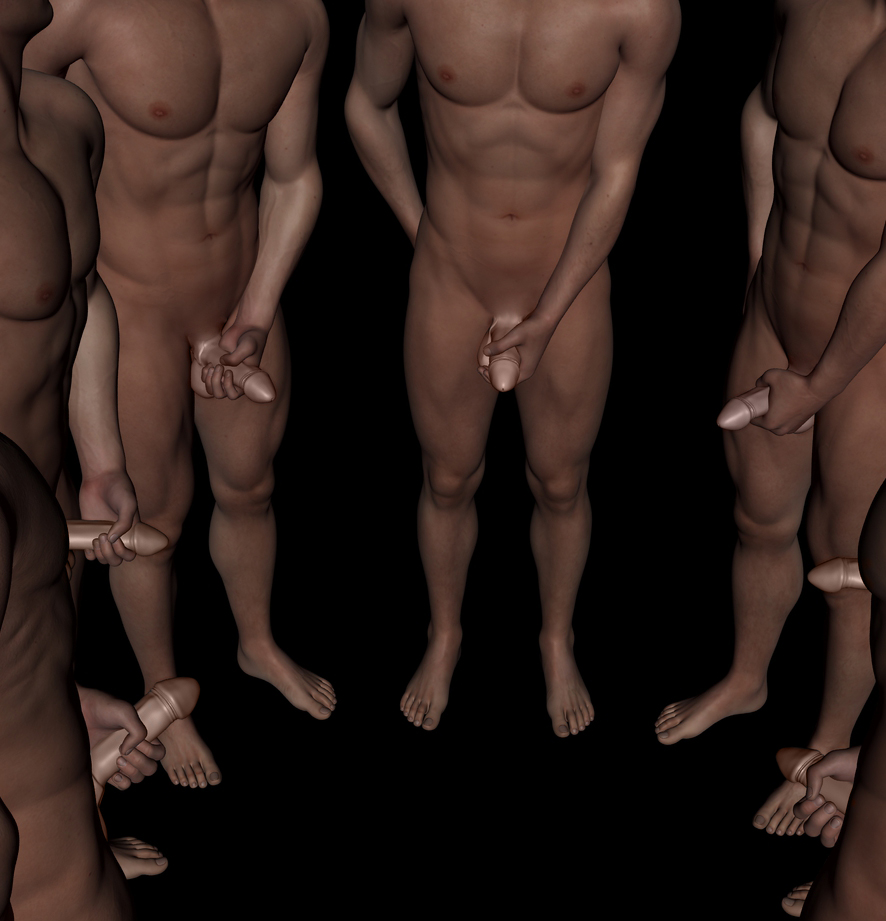
Representación 3D de una masturbación en grupo entre hombres adultos

La masturbación en grupo es una práctica sexual en el que un grupo de hombres o chicos forman un círculo y practican la masturbación propia o unos a otros. En el sentido metafórico, el término suele refiere a comportamiento autocomplaciente o discusión entre un grupo de personas, normalmente en referencia a una "reunión, u otro acontecimiento, aburrida o pérdida de tiempo".
La masturbación en grupo suele presentar un elemento competitivo, con el "ganador" siendo el participante capaz a eyacular primero, último, o más lejano dependiendo normas preestablecidas. Pueden servir como una introducción a relaciones sexuales con otros hombres, o como vía de escape sexual en una edad o situación en la que la actividad sexual regular con otra persona no es posible.
Mientras la masturbación en grupo suele presentar un elemento homoerótico, algunos analistas interpretan las actividades de chicos adolescentes como un esfuerzo en establecer o reafirmar el predominio masculino y heterosexual para con el grupo. Aun así, el sociólogo americano Bernard Lefkowitz afirma que el hecho que realmente motiva la participación es el deseo de que los amigos presencien la proeza sexual, ayudando a contrarrestar sentimientos adolescentes de inadaptabilidad relacionados con actividad sexual.